# Нерсесов, Георгий Александрович
Гео́ргий Алекса́ндрович Нерсе́сов (14 мая 1923, Москва — 7 июля 1982) — советский историк, доктор исторических наук (1981).

## Биография
Родился в Москве 14 мая 1923 года. Учился в МГУ (в 1940—1942 годах), затем в Ереванском государственном университете (в 1942—1945 годах), где его научным руководителем был А. Р. Иоаннисян. В 1945 году поступил в аспирантуру МГУ, в 1948 году защитил кандидатскую диссертацию на тему политики России на Тешенском конгрессе под научным руководством Е. В. Тарле.
В 1952—1954 годах — старший референт Отделения исторических наук АН СССР, в 1954—1960 годах — научный сотрудник Института этнографии АН СССР. В 1960 году перешёл в только что созданный Институт Африки АН СССР. В 1961—1963 годах — учёный секретарь института, с 1966 года — старший научный сотрудник. Являлся редактором коллективной монографии «Новейшая история Африки» (1-е изд. — 1964, 2-е изд. — 1968, англ. изд. — 1968).
В 1979 году после многолетних исследований издал монографию «Дипломатическая история египетского кризиса 1881—1882 гг. (в свете русских архивных материалов)», в 1980 году защитил её в качестве докторской диссертации. В монографии впервые ввёл в научный оборот документы из Архива внешней политики России и ряда государственных архивов — военно-исторического, Октябрьской революции, военно-морского флота СССР.
Скончался 7 июля 1982 года. Документы Г. Нерсесова хранятся в Архиве РАН (фонд 1797).

## Труды
- Дипломатическая история египетского кризиса 1881—1882 г. (В свете русских архивных материалов), М.: Наука, 1979
- Политика России на Тешенском конгрессе. М.: Наука, 1988
  - Немецкий перевод: Nersesov G. A. Russland, die bayerische Erbfolge und der Friede von Teschen Архивная копия от 17 декабря 2021 на Wayback Machine. Übersetzt von Claus Scharf. Kommission für Bayerische Landesgeschichte, 2021